# Михаило Наумовић
Михаило Наумовић (1860/1 — Београд, 29. мај/11. јун 1903) је био ђенералштабни потпуковник, ађутант краља Александра Обреновића и учесник Мајског преврата.

## Биографија
Наумовић је био син коњичког пуковника Јована Наумовића, односно унук Наума Крнара, Карађорђевог пратиоца који је заједно с њим убијен 1817. године у Радовањском лугу. По својој мајци Милеви Трпезић био је унук крушевачког војводе Чолак Анте Симеоновићу.
У браку са Љубицом Ђурић, кћерком генерала Димитрија Ђурића и Персиде Матић, која је била кћерка професора и вишеструког министра Димитрија Матића, имао је синове Александра, Боривоја и Миливоја. Његов пашеног био је санитетски пуковник Роман Сондермајер.
Мада је уживао краљеве симпатије и поверење, Наумовић је припадао завереницима који су планирали убиство краља Александра и краљице Драге. Завереници су Наумовићу пришли у потрази за краљевим ађутантом или ордонансом од поверења, који би знатно помогао реализацији завере. Наумовић је од почетка изразио симпатије за заверу, али је желео знати ко је све укључен. Саопштено му је да су део завере Ђорђе Генчић и генерал Јован Атанацковић, а генералово име га је посебно одушевило. Замољен је да о свему разговара и са Генчићем, те је организован један ноћни састанак у његовом винограду код Топовским шупа, којем су још присуствовали Драгутин Димитријевић Апис и Антоније Антић. После овог састанка, Наумовић се дефинитивно определио за заверу. О томе да је део завере, краља је обавестио и управник града Београда Божидар Маршићанин, али се краљ није обазирао.
Последњи састанак уочи преврата одржан је 26. маја у Наумовићевом винограду на Топчидеру и на њему су били Генчић, пензионисани пуковник Александар Машин, потпуковник Наумовић, мајор Миливоје Анђелковић, капетан Димитријевић, капетан Ђорђе Ристић и поручник Антић. Састанку је требало да присуствује и пуковник Петар Мишић, који није дошао под изговором да са Наумовићем није у добрим односима. На састанку су договорени сви детаљи завере.
Увече 29. маја 1903. године, Наумовић је једног војника послао његовој кући по пелерину, што је био договорени знак завереника за почетак Мајског преврата. Грешком завереника Милића Симеуновића, који је у Београд стигао на дан преврата и није био обавештен о Наумовићевој улози, Наумовић је убијен у двору заједно са поручником Јованом Миљковићем, зетом председника Министарског савета генерала Димитрија Цинцар-Марковића. Било је предвиђено да Наумовић опије Миљковића и потом заверенике одведе у краљеву и краљичину спаваћу собу, али како му то није успело и сам је легао у пострљу, како би отклонио сумњу са себе пред Миљковићем.

## Породица
Сва три сина Михаила Наумовића су били официри. Коњички капетан Александар је погинуо 1915. године код Врања, а потпоручник Боривоје је погинуо 1916. године. Најстарији син Миливоје Наумовић се борио као четник војводе Вука и рањен је 17 пута. Након Првог светског рата је завршио студије права у Паризу.